# Syndrome du grêle court
 Mise en garde médicale
Le syndrome du grêle court est la conséquence d'une résection (amputation) étendue du tube digestif à la suite d'une infection, d'un cancer, d'un syndrome d'obstruction intestinale distale (SOID) lors de la mucoviscidose, ou de suites opératoires de la maladie de Crohn.
Il cause une malabsorption, liée à l'accélération importante du transit et à la diminution de la surface d'absorption de l'intestin. Il a trois types : I, II et III.
La clinique dépend de la longueur de l'intestin réséqué. Parmi les manifestations cliniques :
- Une stéatorrhée.
- Diarrhée[1] (jusqu'à 3 litres par 24 heures) avec perte de connaissance et risque vital.
- Anémie macrocytaire par carence en vitamine B12.
- Lithiases oxaliques rénale.
- Crampes musculaires.
- Fatigue extrême.

Une aide nutritionnelle artificielle à vie, par pose d'un cathéter central peut s'avérer indispensable, étant donné que l'intestin restant ne suffit plus à absorber les aliments (insuffisance intestinale).